# Tierras de la Generalidad
Las Tierras de la Generalidad (Generaliteitslanden en neerlandés) eran territorios de la República de los Siete Países Bajos Unidos bajo administración directa de los Estados Generales. En contraste con las Siete Provincias que constituían la República (Groninga, Frisia, Overijssel, Güeldres, Utrecht, Holanda y Zelanda), las Tierras de la Generalidad no disponían de voto en el gobierno del país. Eran antiguas regiones católicas que en el curso de la guerra de los Ochenta Años pasaron de manos españolas a manos holandesas. Funcionaban com «territorios ocupados» y servían de zona de contención entre la República y los Países Bajos Españoles (más tarde austriacos). Algunos autores las han denominado "colonias internas", de iure hasta 1795, y de facto durante parte del siglo XIX.
El cambio de la situación vino de la mano de la invasión por las tropas de la República Francesa en 1795 y la proclamación de la "República de Batavia" por el movimiento de los "patriotas". Tras la disolución de los antiguos "Estados Generales", el "Brabante de los Estados" (Staats-Brabant) y la provincia de Drenthe obtuvieron acceso a la Asamblea Nacional creada en 1795, y luego fueron aceptadas en pie de igualdad en el nuevo gobierno. Un año más tarde, en 1796, se igualaron las posiciones de Staats-Limburg, Staats-Vlaanderen, Westerwolde y Upper Gelre. Los Países Bajos tomaron la forma que conocemos hoy. No obstante, una cierta discriminación de facto duró hasta mediados del siglo XIX.
Las tierras de la Generalidad eran:
- Staats-Brabant (Brabante de los Estados), aproximadamente correspondiendo a la actual provincia de Brabante Septentrional.
- Staats-Vlaanderen (Flandes de los Estados), el actual Flandes zelandés.
- Staats-Opper-Gelre (Gelre de los Estados) (parte del Ducado de Güeldres, en torno a Venlo. Gran parte del ducado permaneció en poder de los españoles y fue anexionado posteriormente por Prusia en 1702. Otra parte pasó a ser de soberanía austríaca.
- Staats-Limburg (Limburgo de los Estados) o Staats-Overmaas, la comarca de Maastricht además de partes de la actual provincia neerladesa de Limburgo septentrional.
- Westerwolde y Wedde, en el sudeste de la actual provincia de Groninga, que formó parte de las Tierras de la Generalidad entre 1594 y 1619. Posteriormente se incorporaron a la citada provincia.

Otras regiones fuera de Europa también estaban administradas nominalmente por los Estados Generales, como por ejemplo Staten Island en Nueva Ámsterdam (actualmente uno de los barrios de Nueva York) o Stateneiland (Isla de los Estados) en la costa meridional de Argentina.
Otras áreas que, a pesar de no ser Tierras de la Generalidad ni provincias de la República, estaban ligadas a ella, eran:
- la Región de Drenthe
- el Condado de Frisia Oriental
- el Condado de Lingen
- el Condado de Buren
- el Señorío de Ameland
- el Señorío de Vianen (hasta 1725)
- el Señorío de Culemborg (hasta 1720)
- el Condado de Leerdam
- el Señorío de Asperen
- la Baronía de IJsselstein
- el Condado de Megen
- el Señorío de Bokhoven
- la Parroquia de Oeffelt
- la Baronía de Boxmeer
- el Señorío de Batenburg
- el Señorío de Ravenstein
- Luijksgestel (Principado de Lieja)
- el Condado de Bergh (Prusia)
- Las parroquias de Liemers, Huissen, Wehl y Gennep (Prusia)
- el Maestrazgo de Gemert (Orden Teutónica)